# Liste der Monuments historiques in Boisredon
Die Liste der Monuments historiques in Boisredon führt die Monuments historiques in der französischen Gemeinde Boisredon auf.

## Liste der Objekte
| Bezeichnung      | Beschreibung               | Standort                       | Kennzeichnung | Schutzstatus | Datum | Bild           |
| ---------------- | -------------------------- | ------------------------------ | ------------- | ------------ | ----- | -------------- |
| Friedhofskreuz   | Stein, 12. Jahrhundert (?) | vor der Kirche (Lage)          | PM17000660    | Classé       | 1984  | weitere Bilder |
| Glocke           | Bronze, 1673               | in der Kirche St-Pierre (Lage) | PM17000041    | Classé       | 1911  | weitere Bilder |
| Weihwasserbecken | Stein, 1611                | in der Kirche St-Pierre (Lage) | PM17001684    | Inscrit      | 1991  |                |